# 麥克法蘭縣區 (伊利諾伊州哈丁縣)
麥克法蘭縣區（英語：Precincts (United States)）是位於美國伊利諾伊州哈丁縣的一個縣區。

## 地方資料
根據2010年美國人口普查的數據，麥克法蘭縣區的面積為62.78平方千米，當中陸地面積為62.18平方千米，而水域面積為0.60平方千米。當地共有人口772人，而人口密度為每平方千米12.3人。